# Anton Černe
Anton Černe, slovenski kmet in politik, * 15. januar 1813, Tomaj, † 11. april 1891, Tomaj.

## Življenjepis
Černe, ki je bil po prepričanju konservativec, je bil leta 1848 prvič izvoljen v dunajski parlament. Od leta 1861 do 1876 je bil deželni poslanec v Gorici ter med 1861 do 1873 ponovno državni poslanec. Sredi sedemdesetih let 19. stoletja je politično delovanje opustil. Kot poslanec se je zavzemal za enakopravnost slovenščine in odpravo fevdalnih obveznosti brez plačila odškodnine. Leta 1884 je izdal brošuro Kras in njegove razmere.